# ستيفان هاغ
ستيفان هاغ (بالإنجليزية: Stefan Haag)‏ هو مغني أوبرا أسترالي، ولد في 26 مارس 1925، وتوفي في 25 ديسمبر 1986.